# Telephone
"Telephone" er en sang af Lady GaGa.
Den blev udgivet som single og fik nummer 3 på den amerikanske Billboard Top 200 singelliste. Beyoncé er gæsteartist, og i musikvideoen er også Tyrese Gibson med som skuespiller. Sangen er skrevet af Lady GaGa og svenske Jonas Åkerlund. "Telephone" har solgt mere end 9 millioner eksemplarer.